# 春河劇團
春河劇團（英文：Spring Sun Performing Arts Troupe），原名春禾劇團，創立於2000年3月1日，團長為郎祖筠。

## 簡介
春河並非拘泥於單一面向的劇團，勇於嘗試各種不同的戲劇型式，如相聲、歌舞劇、舞台劇與黃梅調等。春河亦有開班授課，進行表演經驗上的教學傳承，並有藝人表演進階班，供藝文界人士能更進一步的提升表演水平。
近年因大環境影響，政策取向與消費習慣改變，藝文市場逐漸冷卻。春河創團八年，咬緊牙根慘淡經營，仍是不堪虧損，加上郎祖筠父親郎承林身體日漸衰弱，終決定於2008年10月封箱(封團)，告別演出舞台。
2016年3月更名為春河劇團，並於同年5月以舞台劇「千年婆媳夾心餅：我妻我母我丈母娘」重返演出舞台。

## 作品
- 2000年6月：相聲劇《佛曰：不可說！夫子曰：大聲說！》
- 2001年3月：大型歌舞劇《愛情哇沙米》
- 2001年9月：國內劇場界首例，大型武俠音樂劇《歡喜鴛鴦樓—Q版救風塵》
- 2002年3月：春禾喜劇—《春禾十八招》
- 2002年10月：郎姑的脫口秀－《台灣怪奇錄之家屬答禮》
- 2003年2月：流行音樂歌舞劇《愛情有什麼道理？！》
- 2003年5月：《愛情哇沙米》跨足電視製作，並入圍金鐘獎「最佳單元劇」、「最佳單元劇導演」、「女主角」、「男配角」等四項提名
- 2004年1月：郎姑的脫口秀－《台灣怪奇錄之女人瘦不了》
- 2004年6月：春禾大型歌舞劇《媽在江湖》
- 2004年8月：春禾懸疑喜劇《有錢沒命花》
- 2005年12月：《皆大歡喜郎強秀》
- 2008年10月：新編經典傳唱黃梅調《梁祝》為春禾封箱之作，自此暫停舞台表演，專注在表演教學的方面。
- 2016年5月：《千年婆媳夾心餅：我妻我母我丈母娘》
- 2019年5月：《當我們同在一起》
- 2019年9月：《大家安靜30》
- 2020年9月：《救救歡喜鴛鴦樓》
- 2022年：《魔法阿媽》
- 2023年：《叫我林彩香》
- 2023年：《我妻我母我丈母娘》
- 2024年：《把我娶回家》
- 2024年：《第三者》（又名：《善良的歹人》
- 2025年：《老闆~來碗陽春麵！》
- 2025年：《詭哭郎嚎》

## 外部連結
- 春河劇團官方網站 （页面存档备份，存于）
- 春河劇團的Facebook專頁
- YouTube上的春河劇團頻道
- 春河劇團的Instagram帳戶